# یوناس لوسل
یوناس بیبیرگ لوسل (دانمارکی: Jonas Bybjerg Lössl؛ زادهٔ ۱ فوریهٔ ۱۹۸۹) بازیکن فوتبال اهل دانمارک است که به عنوان دروازه‌بان بازی می‌کند.
از باشگاه‌هایی که در آن بازی کرده‌است می‌توان به میتیولن، گنگام، ماینتس ۰۵، هادرزفیلد تاون و اورتون اشاره کرد.
وی همچنین در تیم ملی فوتبال دانمارک بازی کرده‌است.